# Class CNBC
Class CNBC (precedentemente CFN-CNBC) è la prima business television italiana, un canale televisivo italiano prodotto da Class Editori in partnership con NBCUniversal, uno dei maggiori gruppi media internazionali. Il canale è la versione in lingua italiana del canale paneuropeo CNBC Europe e trasmette notizie finanziarie ed economiche da tutto il mondo 24 ore su 24.
Fondata nel febbraio 2000 con l'acronimo CFN (Class Financial Network), nello stesso anno ha aggiunto l'acronimo CNBC grazie all'accordo di partnership con CNBC Europe. Nel 2005 il canale ha assunto l'attuale denominazione.
È fruibile solo a pagamento sulla piattaforma Sky e gratuitamente sul web.
In occasione di eventi importanti come le elezioni americane trasmette le immagini di CNBC e creano uno speciale in diretta da Milano.
Dal 30 maggio 2025 il canale è disponibile sul canale 828 del digitale terrestre in modalità Jump HbbTV, in precedenza era sulla LCN 830 e risultava a schermo nero fino al 2 luglio 2025.

## Programmi

### Lunedì - Venerdì
- (07.00-10.10) Caffè Affari (Squawk Box)
- (11.00-11.10, 12.00-12.03, 13.00-13.10) Linea Mercati Mattina
- (11.10-12.00) Tradingroom
- (12.10-12.20) Forex Update
- (12.20-12.30) Analisi Tecnica
- (15.00-16.00) Linea Mercati Wall Street, condotto da Carla Signorile
- (16.00-16.05, 17.00-17.45) Linea Mercati Pomeriggio, condotto da Carla Signorile
- (18.00-18.50) Report, condotto da Jole Saggese
- (21.00-21.05, 22.00-22.30) Linea Mercati Notte
- (Martedì 23.30) Missione Risparmio - Archivio puntate Archiviato il 22 marzo 2016 in Internet Archive.
- (Mercoledì 20.00) Patrimoni - Archivio puntate
- (Venerdì 21.00-22.00) 5 giorni sui mercati

## Azionariato
Class CNBC è posseduto della società Class CNBC S.p.A, a sua volta controllata indirettamente da Class Editori Spa tramite le quote detenute in CNF-CNBC holding Bv e Telesia Spa.